# Putagán
Putagán är en ort i Chile.   Den ligger i provinsen Provincia de Linares och regionen Región del Maule, i den södra delen av landet, 270 km söder om huvudstaden Santiago de Chile. Putagán ligger 124 meter över havet och antalet invånare är 622.
Terrängen runt Putagán är platt, och sluttar västerut. Närmaste större samhälle är Linares, 11,3 km sydost om Putagán.
Trakten runt Putagán består till största delen av jordbruksmark. Runt Putagán är det glesbefolkat, med 16 invånare per kvadratkilometer.